# Bukovlje (Chorwacja)
Bukovlje – wieś w Chorwacji, w żupanii brodzko-posawskiej, siedziba gminy Bukovlje. W 2011 roku liczyła 1982 mieszkańców.